# Рамсувко
Рамсувко (пол. Ramsówko, нім. Klein Ramsau) — село в Польщі, у гміні Барчево Ольштинського повіту Вармінсько-Мазурського воєводства.
Населення — 106 осіб (2011).
У 1975-1998 роках село належало до Ольштинського воєводства.

## Демографія
Демографічна структура станом на 31 березня 2011 року:
|          | Загалом | Допрацездатний вік | Працездатний вік | Постпрацездатний вік |
| -------- | ------- | ------------------ | ---------------- | -------------------- |
| Чоловіки | 59      | 11                 | 44               | 4                    |
| Жінки    | 47      | 7                  | 32               | 8                    |
| Разом    | 106     | 18                 | 76               | 12                   |